# Agrotis oblimata
Agrotis oblimata är en fjärilsart som beskrevs av Max Wilhelm Karl Draudt 1924. Agrotis oblimata ingår i släktet Agrotis och familjen nattflyn. Inga underarter finns listade i Catalogue of Life.